# George Nicholson (rugby à XV)
Pour les articles homonymes, voir George Nicholson et Nicholson.

a Compétitions nationales et continentales officielles uniquement.

b Matchs officiels uniquement.
George William Nicholson, né le 3 août 1878 à Auckland et mort le 13 septembre 1968 dans la même ville, est un joueur de rugby à XV qui a joué avec l'équipe de Nouvelle-Zélande et la province d'Auckland. Il évolue au poste de deuxième ligne avant d'officier comme arbitre.

## Biographie
George Nicholson dispute son premier test match avec l'équipe de Nouvelle-Zélande le 15 août 1903 contre l'Australie. Son dernier test match est contre cette même équipe le 10 août 1907. Il participe à la tournée des Originals, équipe représentant la Nouvelle-Zélande en tournée en Grande-Bretagne en 1905, en France et en Amérique du Nord en 1906. 
Il devient ensuite arbitre puis sélectionneur de l'équipe de Nouvelle-Zélande.

## Statistiques en équipe nationale
- 4 sélections avec l'équipe de Nouvelle-Zélande
- Nombre total de matchs avec les All Blacks :  39
- Sélections par année : 1 en 1903, 1 en 1904, 2 en 1907